# František Fortuna
František Fortuna (* 8. října 1962) je bývalý slovenský fotbalista.

## Fotbalová kariéra
V československé lize hrál za Tatran Prešov. Nastoupil v 8 ligových utkáních.

## Ligová bilance
| Ročník                                   | Zápasy | Góly | Klub          |
| ---------------------------------------- | ------ | ---- | ------------- |
| 1. československá fotbalová liga 1981/82 | 8      | 0    | Tatran Prešov |
| CELKEM                                   | 8      | 0    |               |